# Acanthistius paxtoni
Acanthistius paxtoni är en fiskart som beskrevs av Lee Milo Hutchins och Kuiter 1982. Acanthistius paxtoni ingår i släktet Acanthistius och familjen havsabborrfiskar. Inga underarter finns listade i Catalogue of Life.